# برانسفورد (تنسی)
برانسفورد(به انگلیسی: Bransford) شهری در ایالت تنسی کشور ایالات متحده آمریکا است که جمعیت آن در سرشماری سال ۲۰۱۰ میلادی، ۱۷۰ نفر بوده‌است.